# Перепис населення США (1790)

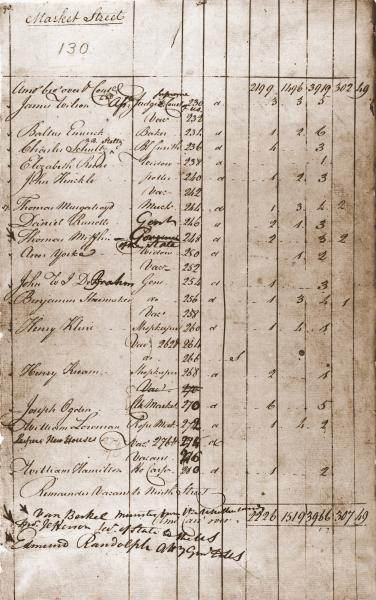
Бланк для перепису населення США 1790 року.

Перепис населення США 1790 — перший перепис населення в історії Сполучених Штатів. Його підсумки були підведені 2 серпня 1790 й показали, що в країні на той момент проживало 3 929 326 осіб, з яких 697 681 були рабами.
Перепис відбувся на виконання вимоги нещодавно прийнятої Конституції США, яка встановлювала обов'язок уряду проводити перепис не менше 1 разу на 10 років заради визначення кількісного представництва кожного штату в колегії виборщиків.
Результати перепису для штатів Делавер, Джорджія, Нью-Джерсі та Вірджинія були загублені десь між 1790 і 1830 роками.

## Результати перепису
Під час перепису населення Сполучених Штатів 1790 збиралися такі дані про сім'ї:
1. Ім'я глави сім'ї
2. Число вільних білих чоловіків у віці 16 років і старших (включно з главами сімей)
3. Число вільних білих чоловіків молодших 16 років
4. Число вільних білих жінок (включно з главами сімей)
5. Число інших вільних громадян (за винятком неоподатковуваних податком індіанців)
6. Число рабів

Детальніша інформація (адреса, освіта, вік) під час першого перепису населення не збиралася.
| Штат              | Вільні чоловіки від 16 років і старші | Вільні чоловіки молодші 16 років | Вільні жінки | Інші вільні | Раби    | Усього  |   |
| ----------------- | ------------------------------------- | -------------------------------- | ------------ | ----------- | ------- | ------- | - |
| Aaa               | 0                                     | 0                                | 0            | 0           | 0       | 0       | 0 |
| Вермонт           | 22435                                 | 22328                            | 40 505       | 255         | 16      | 85539   |   |
| Нью-Гемпшир       | 36086                                 | 34851                            | 70 160       | 630         | 158     | 141 885 |   |
| Мен               | 24384                                 | 24748                            | 46870        | 538         | 0       | 96 540  |   |
| Массачусетс       | 95453                                 | 87289                            | 190582       | 5463        | 0       | 378 787 |   |
| Род-Айленд        | 16019                                 | 15799                            | 32652        | 3407        | 948     | 68 825  |   |
| Коннектикут       | 60523                                 | 54403                            | 117448       | 2808        | 2764    | 237 946 |   |
| Нью-Йорк          | 83 700                                | 78 122                           | 152 320      | 4654        | 21324   | 340 120 |   |
| Нью-Джерсі        | 45 251                                | 41 416                           | 83 287       | 2762        | 11423   | 184 139 |   |
| Пенсільванія      | 110788                                | 106948                           | 206363       | 6537        | 3737    | 434 373 |   |
| Делавер           | 11783                                 | 12143                            | 22384        | 3899        | 8887    | 59 094  |   |
| Меріленд          | 55915                                 | 51339                            | 101395       | 8043        | 103 036 | 319 728 |   |
| Вірджинія         | 110 936                               | 116 135                          | 215 046      | 12 866      | 292 627 | 747 610 |   |
| Кентуккі          | 15 154                                | 17 057                           | 28 922       | 114         | 12 430  | 73 677  |   |
| Північна Кароліна | 69988                                 | 77506                            | 140710       | 4975        | 100 572 | 393 751 |   |
| Південна Кароліна | 35576                                 | 37722                            | 66880        | 1801        | 107 094 | 249 073 |   |
| Джорджія          | 13103                                 | 14044                            | 25739        | 398         | 29 264  | 82 548  |   |
| Усього            | 807094                                | 791850                           | 1541263      | 59 150      | 694 280 | 3893635 |   |

1. ↑   У перепису населення 1790 року, опублікованому в 1971 році, повідомляється про 16 рабів у Вермонті. Пізніше, аж до 1860 року, їх стало 17. Вивчення списків перепису показало, що рабів у Вермонті ніколи не було. Первісна помилка пов'язана з підготовкою результатів перепису до публікації, коли 16 «вільних кольорових» були класифіковані як «раби».
2. ↑   Реальне число становить 85 425 осіб, на 114 менше, ніж число, опубліковане в 1790 році. Це пов'язано з дублюванням записів у деяких містах округів Читтенден, Оріндж, Ратленд, Віндхем і Віндзор.
3. ↑   Правильне число — 59 096 осіб, на 2 більше, ніж у публікації 1790 року. Неточність пов'язана з помилкою підсумовування.

|    | Місто                   | Штат              | Населення |
| -- | ----------------------- | ----------------- | --------- |
| 1  | Нью-Йорк                | Нью-Йорк          | 33131     |
| 2  | Філадельфія             | Пенсільванія      | 28522     |
| 3  | Бостон                  | Массачусетс       | 18320     |
| 4  | Чарльстон               | Південна Кароліна | 16359     |
| 5  | Балтимор                | Меріленд          | 13503     |
| 6  | Нортен Лібертіз (англ.) | Пенсільванія      | 9913      |
| 7  | Сейлем                  | Массачусетс       | 7921      |
| 8  | Ньюпорт                 | Род-Айленд        | 6716      |
| 9  | Провіденс               | Род-Айленд        | 6380      |
| 10 | Марблгед                | Массачусетс       | 5661      |
| 11 | Саутворк                | Пенсільванія      | 5661      |
| 12 | Глостер                 | Массачусетс       | 5317      |

|    | Місто       | Штат        | Населення |
| -- | ----------- | ----------- | --------- |
| 13 | Ньюберіпорт | Массачусетс | 4837      |
| 14 | Портсмут    | Нью-Гемпшир | 4720      |
| 15 | Нантакет    | Массачусетс | 4620      |
| 16 | Мідлборо    | Массачусетс | 4526      |
| 17 | Нью-Хейвен  | Коннектикут | 4487      |
| 18 | Ричмонд     | Вірджинія   | 3761      |
| 19 | Олбані      | Нью-Йорк    | 3498      |
| 20 | Норфолк ??  | Вірджинія   | 2959      |
| 21 | Пітерсберг  | Вірджинія   | 2828      |
| 22 | Олександрія | Вірджинія   | 2748      |
| 23 | Гартфорд    | Коннектикут | 2683      |
| 24 | Гадсон      | Нью-Йорк    | 2584      |